# The Vaccines
The Vaccines est un groupe de rock indépendant britannique, originaire de Londres, en Angleterre. Le premier album du groupe, What Did You Expect from The Vaccines?, est sorti en mars 2011 et a atteint la quatrième place des classements musicaux britanniques.
Le groupe a réalisé les premières parties de nombreux artistes, dont The Rolling Stones, Red Hot Chili Peppers, Arctic Monkeys, Muse et Imagine Dragons.

## Biographie

### Débuts (2010-2011)
Formé en juin 2010, le groupe est composé de Justin Young (voix), qui jouait précédemment du folk sous le nom de Jay Jay Pistolet, d'Árni Hjörvar (basse), Freddie Cowan (guitare, frère du bassiste de The Horrors) et de Pete Robertson (batterie). Le groupe est initialement composé de Young et Cowan. Il sort alors sa première démo If You Wanna dès l'été 2010, puis après un premier concert à Leicester, fait une première tournée à l'automne. Suscitant l'intérêt de la presse, le premier concert londonien du groupe au Flowerpot en octobre affiche complet.
Le premier single de The Vaccines, Wreckin' Bar (Ra Ra Ra) / Blow It Up, sort fin novembre 2010. Wreckin' Bar (Ra Ra Ra), qui est une chanson très courte (84 secondes), est élue Chanson du jour par le magazine Q.
Le 5 janvier 2011, le groupe se classe dans le Sound of 2011 de la BBC, et est en tête de couverture du magazine NME. Après avoir été confirmé chez Columbia Records, le groupe sort son deuxième single Post Break-Up Sex le 24 janvier 2011, qui démarre à la 32e place des charts britanniques. Nommé « meilleur nouveau groupe de 2011 » aux MTV Awards, le groupe tourne dans plusieurs festivals européens et fait même la première partie des Red Hot Chili Peppers au Stade de France le 30 juin 2012.
Après une conférence au SXSW, le groupe publie son premier album, What Did You Expect from The Vaccines?,, le 14 mars 2011 chez Columbia Records, qui est bien accueilli par la presse spécialisée.
Le 10 juin 2011, The Vaccines jouent avec les Arctic Monkeys au Don Valley Stadium de Sheffield, devant 10 000 spectateurs. En parallèle à la performance à Sheffield, ils jouent pour la première fois à la télévision, If You Wanna au Late Show with David Letterman. Ils finissent l'été en jouant aux Reading and Leeds Festivals, où ils sont rejoints par les membres du groupe The Horrors ; en retour, The Vaccines apparaissent sur scène avec The Horrors plus tard dans la journée. En août 2011, The Vaccines débutent un nouveau morceau, Tiger Blood, produit par Albert Hammond Jr., membre du groupe The Strokes, dans son studio de New York. En automne 2011, le groupe est forcé de reporter ses dates japonaises et américains, ainsi que certaines en Europe, Young souffrant de problèmes de voix. Le jour de Noël en 2011, The Vaccines participent à l'émission Top of the Pops pour la première fois, et passent le réveillon du Nouvel an au Jools Holland's Annual Hootenanny.

### Come of Age(2012-2013)
The Vaccines enregistrent leur deuxième album en mars 2012 avec le producteur Ethan Johns. Le 1er avril 2012, The Quietus rapporte la sortie d'un split single des Vaccines avec R. Stevie Moore pour le label Genesis Records pendant le Record Store Day. En juillet 2012, pendant plusieurs festivals estivaux, le groupe publie deux EP gratuits — le premier est un live enregistré à Brighton, Royaume-Uni, et l'autre est une compilation de reprises acoustiques intitulée Please, Please Do Not Disturb qui comprend des reprises d'ABBA, de Wire, de Nick Lowe et de Jonathan Richman. Plus tard dans le mois, Cowan annonce une série de quatre singles. Cowan collaborera avec son frère, Furse.
Leur deuxième album, Come of Age, est publié le 3 septembre 2012 au Royaume-Uni. Il atteint la première place des classements, et est certifié disque d'or au Royaume-Uni. L'album sort aux US le 4 octobre 2012. Ils jouent ensuite au Alexandra Palace devant 10 000 spectateurs.
En janvier 2013, The Vaccines sont nommés pour un Brit Award dans la catégorie de « meilleur groupe scénique », avec The Rolling Stones, Muse, Mumford and Sons et Coldplay. Ils sont aussi nommés à deux NME Awards. Le 29 janvier 2013, The Vaccines commencent une tournée en têtes d'affiche américaine au Paradise Rock Club de Boston, dans le Massachusetts avec le groupe australien San Cisco. Ils jouent ensuite avec Muse au concert de charité War Child à l'O2 Shepherd's Bush Empire le 18 février 2013. Ils jouent aussi à l'O2 Arena le 2 mai, au Hyde Park le 6 juillet (avec The Rolling Stones) et au Glastonbury Festival le 28 juin 2013.
The Vaccines participent à la couverture du magazine NME du 30 avril 2013. Le 24 juin 2013, The Vaccines révèlent le nouveau titre, Melody Calling qui est diffusé sur Radio 1 ; il sera par la suite renommé The Hottest Record in the World par Zane Lowe. Melody Calling EP, enregistré à Los Angeles par Rich Costey et John Hill, est publié le 12 août 2013. Le 29 octobre 2013, le court-métrage I Don't Even Know You, retraçant les tournées 2012 et 2013 du groupe, est diffusé en avant-première sur le site web de The Guardian. Le film est produit par PulseFilms.

### English Graffiti(2014-2015)
En août 2014, The Vaccines confirment un troisième album pour la fin de l'année. Le producteur Dave Fridmann, qui a notamment travaillé avc Flaming Lips, MGMT et Tame Impala explique au NME que The Vaccines veulent créer un style similaire à celui de l'album The Woods de Sleater-Kinney. En novembre 2014, The Vaccines jouent leur premier concert après un an de repos, en Inde, au Vietnam et à Hong Kong. Ils y jouent de nouveaux morceaux issus de leur troisième album à venir : Handsome, Want You So Bad et Dream Lover. Le groupe souhaite à ce moment publier un single pour janvier 2015.
Le 19 janvier 2015 sort Handsome, premier morceau du nouvel album, qui est joué à la BBC Radio 1 par Zane Lowe. Le 18 mai 2015, English Graffiti devient album du jour sur la BBC Radio 6. The Vaccines explique que English Graffiti « définit un genre ».
Le 17 juin 2016, The Vaccines annonce sa séparation en bons termes avec Pete Robertson et une tournée américaine à venir. Ils le remplacent par Yoann Intonti à la batterie. Les 26 et 28 août 2016, The Vaccines jouent aux Reading and Leeds Festivals, parfois avec Intonti à la batterie, avant de jouer avec Fall Out Boy et Biffy Clyro.

### Combat Sports(2017-2018)
En janvier 2017, The Vaccines annonce un quatrième album, qui comprendra des morceaux « dans la veine des superstars des années '70 et '80 : Big Star, Todd Rundgren, Guided by Voices - ce genre de truc » explique Young. Ils joueront au Dennis and Gnasher: Unleashed! en novembre 2017. Fin novembre 2017, le groupe annonce la date de sortie de l’album Combat Sports via une courte vidéo, celle-ci est fixée au 30 mars 2018.
Le 3 janvier 2018, le groupe publie le tout premier single I Can’t Quit ; quelques semaines plus tard sort le deuxième single, NightClub. Courant mars 2018, trois autres titres sont révélés : Put It on a T-Shirt, Surfing in the Sky et enfin Your Love Is My Favourite Band.

### Back In Love City(2021)
Le groupe sort son cinquième album le 10 septembre 2021, produit par Daniel Ledinsky, Andrew Maury et Fryars. C'est le premier album qui inclut officiellement Tim Lanham et Yoann Intonti au groupe.
13 titres mêlant du léger rétro, du timide électro et occasionnellement du rockabilly, signent le retour du groupe en cette année 2021, « The Vaccines are gonna save 2021, one way or another » (Les Vaccins sauveront 2021, d'une façon ou d'une autre), dira Justin Young.
Porté par 5 singles, Headphones Baby, Back In Love City, Alone Star, El Paso et Jump Of The Top, le groupe retrouve ses influences rock du premier album What Did You Expect from The Vaccines? sorti dix ans plus tôt. L'album contient des ondes plus positives que Combat Sport et se montre plus joyeux.

### Pick-Up Full of Pink Carnations (2024)
Sorti le 12 janvier 2024 et produit par Andrew Wells, il est annoncé par le groupe comme la nouvelle ère des The Vaccines. L'album se veut être une suite dans des teintes plus sombres de Back In Love City, évoquant les séparations amoureuses ou amicales mais aussi la mort et le rêve américain.
C’est un retour au son d’origine du groupe, qui semble plus lisse et légèrement rétro, sans la présence de l'ancien guitariste et membre fondateur, Freddie Cowan, qui a quitté le groupe en 2023 afin de se consacrer à d'autres projets musicaux.
Les singles Love To Walk Away, Lunar Eclipse, Sometimes I Swear et Heartbreak Kid rappellent l'époque maintenant lointaine des deux premiers opus.

## Membres

### Membres actuels
- Justin Young - chant, guitare rythmique (2010–aujourd'hui)
- Árni Hjörvar - basse, chœur (2010–aujourd'hui)
- Tim Lanham - clavier, guitare rythmique, chœur (2017–aujourd'hui)
- Yoann Intonti - batterie (2017–aujourd'hui)

### Anciens membres
- Pete Robertson - batterie (2010–2016)
- Freddie Cowan - guitare solo (2010–2023)

## Discographie

### Singles
| Année | Single                               | Peak chart positions | Peak chart positions | Peak chart positions | Album                                  |
| Année | Single                               | UK                   | BEL (FLA)            | BEL (WAL)            | Album                                  |
| ----- | ------------------------------------ | -------------------- | -------------------- | -------------------- | -------------------------------------- |
| 2010  | Wreckin' Bar (Ra Ra Ra) / Blow It Up | 157                  | —                    | —                    | What Did You Expect from the Vaccines? |
| 2011  | Post Break-Up Sex                    | 32                   | 79                   | 77                   | What Did You Expect from the Vaccines? |
| 2011  | If You Wanna                         | 53                   | —                    | —                    | What Did You Expect from the Vaccines? |
| 2011  | All In White                         | —                    | —                    | —                    | What Did You Expect from the Vaccines? |
| 2011  | Norgaard                             | —                    | —                    | —                    | What Did You Expect from the Vaccines? |
| 2012  | Tiger Blood                          |                      |                      |                      |                                        |
| 2012  | No Hope                              |                      |                      |                      |                                        |
| 2012  | Teenage Icon                         |                      |                      |                      |                                        |

### Clip
| Année | Title                   | Director      |
| ----- | ----------------------- | ------------- |
| 2010  | Wreckin' Bar (Ra Ra Ra) | Douglas Hart  |
| 2010  | Blow It Up              | Douglas Hart  |
| 2010  | Post Break-Up Sex       | Stephen Angew |
| 2011  | If You Wanna            | Douglas Hart  |
| 2011  | All In White            | Lope Serrano  |
| 2011  | Norgaard                |               |
| 2012  | Tiger Blood             |               |
| 2012  | No Hope                 |               |
| 2012  | Teenage Icon            |               |

## Récompenses
| Année | Organisation      | Nomination   | Prix               | Résultat  |
| ----- | ----------------- | ------------ | ------------------ | --------- |
| 2010  | BBC Sound of 2011 | The Vaccines | Sound of 2011      | Troisième |
| 2010  | MTV Awards        | The Vaccines | Brand New for 2011 | Nommé     |